# Укулеле
Укуле́ле (/ˌjuːkəˈleɪli/ ; з гавайської: ʻukulele [ˈʔukuˈlɛlɛ])  — чотириструнний щипковий музичний інструмент, зазвичай з нейлонними струнами.
Укулеле — невеликий інструмент, що схожий на гітару. Був завезений на Гаваї португальськими іммігрантами з Мадейри. На початку XX століття інструмент набув великої популярності у Сполучених Штатах Америки, звідки поширився і здобув популярність на міжнародному рівні.
Тон і гучність інструмента варіюються залежно від розміру та конструкції. Укулеле зазвичай бувають чотирьох розмірів: сопрано, концерт, тенор і баритон.

## Історія
Перші прообрази укулеле з'явилися в Європі в середині XV століття. У ті роки було добре розвинене виробництво струнних інструментів, проте більш складні гітари і мандоліни були доволі дорогими, зокрема для бродячих музик. Попит народжує пропозицію, і на ринку почали з'являтися зменшені гітари з усього чотирма струнами — кавакіньо, які стали прообразом укулеле.
У XIX столітті багато людей перебиралося у Новий світ. Разом з переселенцями в Америці з'явилися і їхні музичні інструменти. Сама назва «укулеле» з'явилося на Гаваях і в перекладі з гавайської означає «стрибаюча блоха». Виробляти інструмент почали на місці з гавайської акації — коа, яку на острові вважали символом Гаваїв.
Своє поширення і популярність укулеле отримали після гастролей гавайських музик на Тихоокеанській виставці 1915 року в Сан-Франциско.

## Конструкція
Укулеле, як правило, виготовляються з дерева, хоча існують інструменти, що частково або цілком складаються з пластику чи інших матеріалів. Дешевші укулеле зазвичай виготовляють із фанери або ламінованого дерева, у деяких випадках — з деками з тонованого дерева, наприклад, з ялини. Дорожчі укулеле виготовляють із твердих листяних порід, таких як махагоні. Традиційно переважна деревина для укулеле — це вид акації, ендемічний на Гаваях, який називається коа.

## Різновиди
Найбільш поширені чотири види укулеле — сопрано, концерто, тенор та баритон. Ось усі види:
- сопраніно (до 50 см);
- сопрано (загальна довжина 53 см) — перший і найпоширеніший вид;
- концерто (альт) (58 см) — трохи більший;
- тенор (66 см) — з'явилась у 20-х роках XX століття;
- баритон (76 см) — найбільший, з'явилася в 40-х роках XX століття;
- бас (80 см) — з'явилася нещодавно.

Стрій сопрано й концертного укулеле — g1-c1-e1-a1 (при цьому традиційна «нижня» гітарна струна не є найнижчою насправді). Тенорове укулеле може бути налаштовано так само, як концертне, але іноді настроюється інакше, наприклад d1-g-h-e. Баритонове зазвичай має устрій — d-g-h-e1.
Більш рідкісними є різновиди сопраніно і бас.
Діапазони інструментів представлені діаграмою нижче:

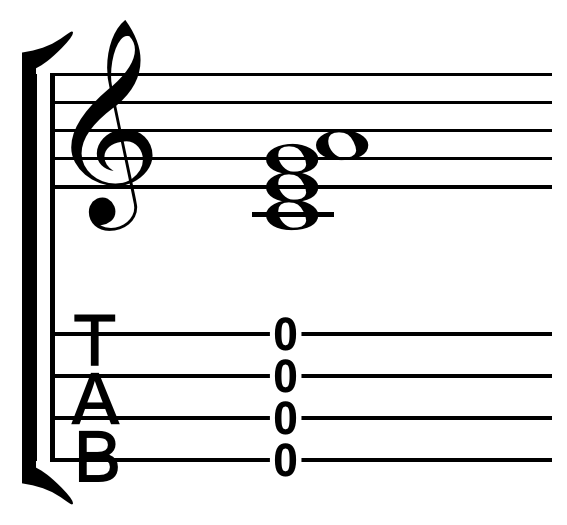
Стрій концертного укулеле.

## Аудіо приклади
| Акорди зіграні на укулеле – 47 kB Проблеми з програванням файлу? Див. довідку . | Henry Kailimai's hene зіграні на укулеле – 327 kB Проблеми з програванням файлу? Див. довідку . |